# Josep Cassart i Valldeoriola
Josep Cassart i Valldeoriola (Sant Feliu de Codines, 31 de gener de 1955) és un comunicador i escriptor català. Col·laborador del diari El 9 Nou amb la seva secció "Clorat de potassa", des de gener de 2019.
Va començar fent col·laboracions al Diari de Sabadell (1973-74). Posteriorment i arran de la seva etapa com a responsable de comunicació al Zeleste de Barcelona, va fer col·laboracions a la revista del sector musical Popular1 (1980-82). Membre del consell de redacció de la revista La Pinya (1982-2012) de la qual uns anys va ser-ne director. Membre de l'Associació Catalana de la Premsa Comarcal. En la seva etapa al Zeleste (1978-82) va fer d'enllaç amb la premsa, la ràdio i la televisió d'àmbit nacional i internacional i es va encarregar de la promoció de diversos grups de l'anomenada Ona Laietana. Sota el segell RCA/Zeleste es van enregistrar discos de Jordi Sabatés, Toti Soler, Música Urbana i Mirasol Colores. Va ser en aquesta etapa que la revista musical de Nova York, Down Beat va atorgar cinc estrelles, la màxima distinció, a un dels LP del pianista Jordi Sabatés acompanyat pel bateria Santi Arisa: Duets, solos de piano Jordi Sabatés-Santi Arisa.
Actualment te publicats llibres de poesia, biografies musicals, esports i narrativa.

## Obres
- Inga (1972)
- Esquena d'ase (1989)(ISBN 84-86573-14-9)
- Crack Rock (1990)(ISBN 84-86573-21-1)
- Nou Rock Català (1990)(ISBN 84-86573-27-0)
- Sanfaliu!! (2001)(Dip.Legal B-49352-01)[6]
- La Pujada 59/89 (2014)(ISBN 978-84-617-1622-7)
- No ets de Sant Feliu de Codines si no... (2016)(ISBN 978-84-617-4164-9)
- Ben Retratats (2017) (ISBN 978-84-697-8266-8)[7][8]
- Clorat de potassa (2020)
- La carbonada (2021)[9]
- Fot-li canya! (2023)

## Premis i reconeixements
- Premi FEVA (Federación Española de Vehiculos Antiguos), 2015.[10]
- Menció d'honor de Sant Feliu de Codines, 2016[11][12]